# Gentle spirit
Gentle spirit is het eerste officiële solo-album van de Amerikaanse zanger/schrijver/multi-instrumentalist en producer  Jonathan Wilson. Het album dateert uit 2011. Wilson heeft enkele jaren eerder ook een album opgenomen, getiteld Frankie Ray, maar dat is nooit officieel uitgebracht.
Jonathan Wilson bespeelt de meeste instrumenten op dit album, op de helft van de  nummers neemt hij alle instrumenten voor zijn rekening. De muziek op dit album is nogal uitgesponnen (acht nummers zijn langer dan zes minuten). Zowel de zang als de instrumentale stukken zijn ingetogen en er zijn veel psychedelische effecten te horen. Alle nummers zijn geschreven door Jonathan Wilson, behalve The Way I Feel, dat is geschreven door de Canadese singer/songwriter Gordon Lightfoot. 

## Tracklist
1. Gentle spirit  - (6:27)
2. Can we really party today? - (6:41)
3. Desert raven - (7:58)
4. Canyon in the rain - (6:27)
5. Natural rhapsody - (8:21)
6. Ballad of the pines  - (4:00)
7. The way I feel – (Gordon Lightfoot) - (4:07)
8. Don't give your heart to a rambler - (3:47)
9. Woe is me - (6:22)
10. Waters down - (3:46)
11. Rolling universe  - (3:25)
12. Magic everywhere - (6:26)
13. Valley of the silver moon - (10:32)

### Bonus tracks
Er staan twee bonusnummers op dit album: 
1. Morning Tree  –  (6:20)
2. Bohemia –  (6:13)

## Muzikanten
- Jonathan Wilson (zang, gitaar, bas, piano, orgel, percussie, mellotron en vibrafoon)

### Overige muzikanten
- Andy Cabic – harmonium, percussie (tracks 7, 10 en 13)
- Adam MacDougall – orgel (track 13)
- Josh Grange – pedaal steelgitaar (track 10)
- Kenny Siegel – bas (track 8)
- Brian Geltner – drums (track 8)
- Colin Laroque – drums (track 2)
- Otto Hauser – drums (tracks 7, 9 en 13)
- Andy Cabic – achtergrondzang (track 10)
- Chris Robinson – achtergrondzang (track 6)
- Jonathan Rice – achtergrondzang (tracks 2 en 7)
- Neal Schofield – achtergrondzang (track 6)

Chris Robinson is zanger van de rockband The Black Crowes en Adam MacDougall speelde ook bij die band. Andy Cabic en Otto Hauser hebben bij de folk-rock band Vetiver gespeeld.

## Productie
Dit album is geproduceerd  door Jonathan Wilson in Canyonstereo, Laurel Canyon, Californië, samen met geluidstechnicus Brett Detar. De plaat is gemixt door Thom Morahan en Bryce Gonzales en gemasterd door J. J. Golden van Golden Mastering in Ventura, Californië.
Er zijn twee singles verschenen van dit album: Desert Raven en Ballad of the pines.  
Dit album heeft #86 behaald in de Nederlandse albumlijst. In andere landen heeft deze plaat de hitlijsten niet behaald.  